# Stephen Gilbert (homme politique)
 (juin 2021).
Pour le peintre et sculpteur britannique, voir Stephen Gilbert.
Stephen Gilbert, baron Gilbert de Panteg (né le 24 juillet 1963) est un homme politique conservateur britannique et membre de la Chambre des lords.

## Biographie
Gilbert grandit à Pontypool et après avoir fréquenté l'école West Monmouth, il travaille à Cwmbran et s'implique rapidement dans la politique locale.
Il déclare dans une interview : « J'ai vu à Pontypool que la politique concernait le service public. C'est une ville travailliste mais avec un Parti conservateur actif et des organisations communautaires florissantes.
Gilbert adhère au Parti conservateur et travaille avec Tony Garrett, qui dirige le réseau national d'organisateurs du Parti conservateur sur le terrain dans les années 1990. Jo-Anne Nadler, biographe du Parti conservateur, décrit Gilbert comme « sans aucun doute le membre le plus ancien et le plus expérimenté de l'équipe de campagne interne ».
Il est vice-président du Parti conservateur jusqu'en 2015. Il démissionne en novembre 2016, lorsqu'il prend un poste à temps partiel chez Populus, la société de sondage officielle de la principale campagne pour le maintien de la Grande-Bretagne dans l'UE, une décision qui aurait rendu furieux les conservateurs eurosceptiques. Il démissionne de son poste, invoquant son "respect" pour le parti. Gilbert a également été secrétaire politique de David Cameron pendant son mandat de premier ministre, où il sert de lien entre le n ° 10 et le Parti conservateur.
Ayant joué un rôle clé lors des élections générales de 2015, Cameron le nomme à la Chambre des lords, où il est créé pair à vie le 30 septembre 2015, prenant le titre de baron Gilbert de Panteg, de Panteg dans le comté de Monmouthshire.
Gilbert est membre honoraire du Carlton Club. Il est seul administrateur de Stephen Gilbert Consulting.